# فرودگاه آبی لا توک
فرودگاه آبی لا توک  (به انگلیسی: La Tuque Water Aerodrome) یک فرودگاه همگانی است که یک باند فرود آب دارد. این فرودگاه در کشور کانادا قرار دارد و در ارتفاع ۱۴۵ متری از سطح دریا واقع شده است.